# هوراس أرنولد
هوراس أرنولد (بالإنجليزية: Horace Arnold)‏ هو عازف جاز أمريكي، ولد في 25 سبتمبر 1937.

## وصلات خارجية
- هوراس أرنولد على موقع ميوزك برينز (الإنجليزية)
- هوراس أرنولد على موقع ديسكوغز (الإنجليزية)